# Procope (magister militum)
Ne doit pas être confondu avec Procope (usurpateur).
Procope ( fl. 420s ) est un patricien romain et un chef militaire.

## Biographie
Descendant de l' usurpateur romain Procope, il est le père de l'empereur romain Anthémius et marié à la fille de Flavius Anthemius. 
Dans la guerre romaine-sassanide de 421-422, Procope commande des soldats de l' armée romaine tardive (peut-être en tant que dux ou come rei militaris ) et obtient le sauvetage d'unités romaines prises en embuscade par les forces de Zhayedan . En 422, il est émissaire dans les négociations de fin de conflit. Pour ces succès, Procope  reçoit le titre de patricien et est nommé magister militum per Orientem peut-être par Théodose II pour succéder à Ardabur ,  un poste qu'il occupe jusqu'à  au moins en 424.